# 栗原信友
栗原 信友（くりはら のぶとも）は、戦国時代の武将。甲斐武田家の家臣。甲斐山梨郡栗原郷を支配した国人領主。栗原家は武田家の支流にあたる名族である。

## 生涯
栗原氏宗家当主・栗原信遠の子。明応10年（1501年）の父の死後、宗家家督を継いだとみられる。
永正5年（1508年）に武田氏惣領を巡り武田信虎と油川信恵が争った坊ヶ峰合戦では、叔父の昌種と信宗が油川信恵に属して、敗死した。この際に宗家当主であった信友は信虎に敵対した形跡が見られないことから、栗原一族で反抗した一派がいた一方で栗原宗家は信虎方に留まったとみられている。
永正17年（1520年）5月、家族を引き連れて甲府を退去し、西郡の大井信達や北巨摩の今井信是らと結んで叛乱を起こした（『勝山記』『小年代記』『王代記』『高白斎記』）。これは信虎が甲府に移転した際、家臣に甲府への集住を命じたためによる反抗とされる。この一連の叛乱に対して信虎は6月10日、軍勢を三手に分けてそれぞれの国人本拠に侵攻させた。栗原信友は武田軍に都塚（現在の笛吹市一宮町）で敗北を喫し（都塚の戦い）、居館の栗原館（現在の山梨市）に立て籠もった（『勝山記』）。しかし武田軍に包囲され、武蔵秩父に落ち延び、後に信虎に許しを願って許諾され、甲斐に帰参した。
享禄2年11月5日（1529年12月5日）に死去した（『一蓮寺過去帳』）。2年後の享禄4年（1531年）1月、諏訪頼満や今井信元と結んで再度信虎に反抗したとされるが、当時信友は死去しているため反乱の中心者は嫡男の栗原信重（伊豆守）と考えられている。